# Sungai Piyai
Sungai Piyai is een bestuurslaag in het regentschap Indragiri Hilir van de provincie Riau, Indonesië. Sungai Piyai telt 1245 inwoners (volkstelling 2010).